# Parallactis ochrobyrsa
Parallactis ochrobyrsa is een vlinder uit de familie dominomotten (Autostichidae). De wetenschappelijke naam van deze soort is voor het eerst geldig gepubliceerd in 1921 door Meyrick.
De soort komt voor in het Afrotropisch gebied.